# Конституція Боснії і Герцеговини
Конституція Боснії і Герцеговини (босн., хорв. і серб. Ustav Bosne i Hertcegovine / Устав Босне и Херцеговине) — найвищий юридичний документ Боснії і Герцеговини. Чинна конституція є Додатком 4 Загальної рамкової угоди про мир у Боснії і Герцеговині, відомої під назвою «Дейтонська угода», яка була підписана 14 грудня 1995. Конституція була написана ще до закінчення Боснійської війни, але вона зазнала значної критики. Під наглядом міжнародної спільноти, зміни до конституції (пізніше названі «квітневими поправками») були погоджені основними політичними силами та були винесені на розгляд Парламентської Скупщини Боснії і Герцеговини в квітні 2006 року, але не отримали необхідних двох третин голосів у Палаті представників.
Конституція Боснії і Герцеговини складена в міжнародній контрактовій формі, оскільки вона є невіддільною частиною більшої мирної угоди, підписаної президентами Боснії і Герцеговини (Алія Ізетбегович), Хорватії (Франьо Туджман) та Сербії (Слободан Милошевич) — трьох країн, які воювали у Боснійській війні, а також представниками Європейського Союзу (Феліпе Гонсалес), США (Білл Клінтон), Німеччини (Гельмут Коль), Великої Британії (Джон Мейджор), Франції (Жак Ширак) та Росії (Віктор Черномирдін). Така форма конституції мала велике значення для Конституційного суду Боснії і Герцеговини, який виніс рішення U-5/98 в якому зазначив що Конституція може трактуватись як угода, відповідно до Віденської конвенції про право міжнародних договорів 1969 року, що мало велике значення для інтерпретації Преамбули Конституції.

## Преамбула
Преамбула проголошує, серед іншого, прагнення Боснії і Герцеговини до свободи, рівності, терпимості та демократичності владних інституцій. Також проголошується що носіями суверенітету є «складові народи» (босняки, хорвати та серби) разом з «іншими» та «громадянами Боснії і Герцеговини», і таке формулювання викликало велику кількість дискусій між вченими-юристами щодо очевидної суперечності.

## Основна частина
- Розділ I — про Боснію і Герцеговину: правонаступництво, демократичні засади, структура уряду, столиця, державні символи, громадянство.
- Розділ II — про права людини та основні свободи: права людини, міжнародні стандарти, перелік прав, заборона дискримінації, біженці і переміщені особи, міжнародні угоди і співробітництво.
- Розділ III — про обов'язки та відносини між інституціями Боснії і Герцеговини та її складовими частинами: обов'язки інституцій Боснії і Герцеговини, обов'язки складових частин, координація між ними.
- Розділ IV — про Парламентську Скупщину: Палата народів, Палата представників, регламент та процедури.
- Розділ V — про Президію: вибори та термін повноважень, регламент, повноваження, Рада міністрів.
- Розділ VI — про Конституційний суд: склад, регламент, юрисдикція та рішення.
- Розділ VII — про Центральний банк
- Розділ VIII — про фінанси
- Розділ IX — про основні положення
- Розділ X — про процедуру внесення змін до конституції
- Розділ XI — про перехідні положення
- Розділ XII — про введення в дію конституції

## Додатки
- Додаток I — про додаткові угоди щодо прав людини, які мають застосовуватись в Боснії і Герцеговини.
  1. Конвенція про запобігання злочину геноциду та покарання за нього від 1948 року.
  2. Женевські конвенції I—IV від 1949 року про захист жертв війни та Женевські протоколи I—II від 1977 року.
  3. Конвенція про статус біженців від 1951 року та протокол до неї від 1966 року.
  4. Конвенція про національність одружених жінок від 1957 року.
  5. Конвенція про уникнення випадків відсутності громадянства від 1961 року.
  6. Міжнародна конвенція про ліквідацію всіх форм расової дискримінації від 1965 року.
  7. Міжнародний пакт про громадянські та політичні права від 1966 року та протоколи до нього від 1989 року.
  8. Міжнародний пакт про економічні, соціальні і культурні права від 1966 року.
  9. Конвенція про ліквідацію всіх форм дискримінації щодо жінок від 1979 року.
  10. Конвенція проти катувань та інших жорстоких, нелюдських або принижуючих гідність видів поводження та покарання від 1984 року.
  11. Європейська конвенція проти катувань та жорстоких, нелюдських або принижуючих гідність видів поводження та покарання від 1987 року.
  12. Конвенція ООН про права дитини від 1989 року.
  13. Міжнародна конвенція про захист прав усіх працівників-мігрантів та членів їх родин від 1990 року.
  14. Європейська хартія регіональних мов від 1992 року.
  15. Рамкова конвенція про захист національних меншин від 1994 року.

Конвенція про захист прав людини і основоположних свобод від 1950 року хоч і не наведена в додатках, є частиною Конституції (розділ II, стаття 2).
- Додаток II — про перехідні положення: Спільна тимчасова комісія, правонаступництво законів, судових та адміністративних проваджень, відомств та договорів.

## Захист прав людини та основних свобод
Окрім положень наведених у Преамбулі, Конституція (розділ II) захищає права людини і основні свободи, визначаючи їх в «переліку прав» (розділ II, стаття 3), заявляючи що права та свободи поширюються на всіх осіб в Боснії і Герцеговині без дискримінації щодо будь-якої ознаки («Заборона дискримінації», розділ II, стаття 4) та ставлячи Конвенцію про захист прав людини і основоположних свобод вище будь-яких законів Боснії і Герцеговини. Також, Конституція заявляє що Боснія і Герцеговина «залишиться або приєднається до міжнародних угод перелічених в Додатку I до цієї Конституції» (розділ II, стаття 7). В Конституції сказано що зміни до неї не можуть прибирати або зменшувати будь-які права і свободи перелічені в Розділі II Конституції (розділ X, стаття 2).
Конституційний суд Боснії і Герцеговини виніс декілька значимих рішень щодо трактування цих положень, серед яких найважливішим було «рішення про роль народів» (U-5/98). Конституція зазнає жорсткої критики через те що багато її статей дискримінують громадян, які не належать до «складових народів», як наприклад в Розділі V де визначаються правила виборів до Президії (яка складається з трьох осіб, по одному представнику від кожного народу). Були спроби поставити під сумнів виборчий закон, який базується на Конституції і який вважається дискримінаційним щодо «інших», спробувавши трактувати статтю 2 розділу II таким чином, що Конвенція про захист прав людини і основоположних свобод є вищою навіть за саму Конституцію Боснії і Герцеговини. Однак, Конституційний суд відхилив цю позицію в своєму рішенні U-5/04. Це змусило Якоба Фінчі, лідера єврейської спільноти в Боснії і Герцеговині, подати позов проти Боснії і Герцеговини до Європейського суду з прав людини, який пізніше визнав що відсутність в нього можливості бути обраним до Президії чи Палати народів є порушенням Конвенції про захист прав людини і основоположних свобод.

## Зміни до Конституції
Розділ X Конституції визначає процедуру внесення змін до неї, яка полягає в тому що зміни можуть бути внесені рішенням Парламентської Скупщини, включаючи більшість у дві третини голосів присутніх у Палаті представників. В Конституції не вказано хто має право і за якими правилами вносити проєкти змін до Конституції на розгляд Парламентської Скупщини. В статті 2 розділу X сказано що права і свободи перелічені в Розділі II не можуть бути зменшені, так само як і сама стаття 2 розділу X.